# Anomala flavilla
Anomala flavilla är en skalbaggsart som beskrevs av Bates 1888. Anomala flavilla ingår i släktet Anomala och familjen Rutelidae. Utöver nominatformen finns också underarten A. f. centralis.